# Diplocephalus altimontanus
Espèce
Diplocephalus altimontanus est une espèce d'araignées aranéomorphes de la famille des Linyphiidae.

## Distribution
Cette espèce est endémique de Bulgarie. Elle se rencontre vers 3 000 m d'altitude dans le massif Pirin.

## Publication originale
- Deltshev, 1984 : A new Diplocephalus species from the Bulgarian mountains (Arachnida, Araneae, Erigonidae). Reichenbachia, vol. 22, p. 91-93.